# Gare de Gudå
La gare de Gudå est une gare ferroviaire de la Meråkerbanen située dans la commune de Meråker dans le comté et région de Trøndelag en Norvège.

## Caractéristiques ferroviaires
Ouverte en 1881, la même année que la ligne, la gare est construite à 72.02 km de Trondheim. Elle se situe à une altitude de 85,3 m. Elle  est desservie par deux trains (un le matin et un le soir) en direction de Storlien et par deux autres en direction de Heimdal. Elle est équipée d'un parking de 10 places.